# Dyveljern
Et dyveljern er en jern- eller stålplade, dyvelstål, forsynet med et antal koniske huller i forskellig størrelse, fx 1/4", 3/8", 1/2", 5/8" osv, eller fra 7 ‑ 22 mm (jf. Århus Værkøjsmagasin, 1917).
Dyveljern kan have stjerneformede huller, der laver riflede dyvler. 
Dyvlerne fremstilles ved at træpinde af passende tykkelse bankes igennem et af hullerne. Tidligere brugt af træsmede der alle gør brug af dyvler.